# Peoria Heights
Peoria Heights é uma vila localizada no estado americano de Illinois, no Condado de Peoria e Condado de Tazewell e Condado de Woodford.

## Demografia
Segundo o censo americano de 2000, a sua população era de 6635 habitantes.
Em 2006, foi estimada uma população de 6257, um decréscimo de 378 (-5.7%).

## Geografia
De acordo com o United States Census Bureau tem uma área de
17,9 km², dos quais 6,8 km² cobertos por terra e 11,1 km² cobertos por água.

## Localidades na vizinhança
O diagrama seguinte representa as localidades num raio de 12 km ao redor de Peoria Heights.